# 쌀국수

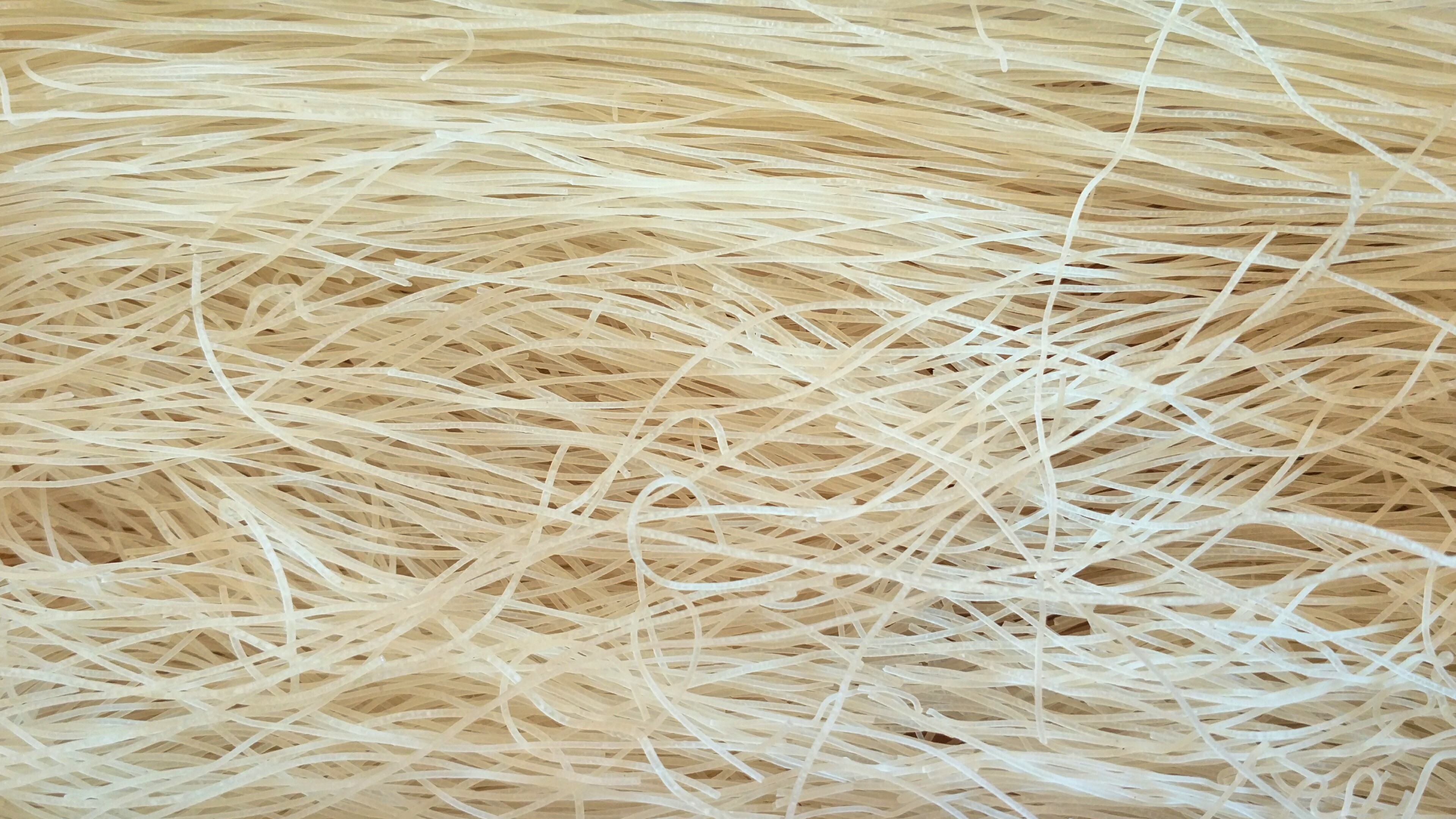
마른 형태의 쌀국수.

쌀국수는 쌀가루를 반죽하여 만든 국수이다. 또한 쌀국수는 밀가루 국수에 비해 소화가 잘 되고, 칼로리가 매우 낮은 장점이 있어서 다이어트 음식으로 각광을 받고 있다.
그리고 대한민국에서의 쌀국수의 생면류는 밀가루가 들어간 것과 들어가지 않은 2가지 종류로 나눌 수 있다.
1. 쌀가루 혹은 쌀가루와 전분을 혼합하여 만든 것.
2. 쌀가루 30%이상, 밀가루 70%이하의 비율로 혼합한 것.[2]

## 종류
- 라오스: 센 카우 뿐
- 말레이시아: 미훈, 퀘이탸우
- 미얀마: 몬 팟
- 베트남(베트남 쌀국수): 분, 바인 퍼, 후띠에우
- 인도: 세바이
- 인도네시아: 비훈, 퀘티아우
- 중국: 꾸에띠아우, 라이판, 미셴, 미펀, 호판
- 캄보디아: 꾸이띠어우
- 태국: 꾸아이띠아오, 센 미, 센 야이, 카놈 찐
- 필리핀: 비혼
- 한국: 흰떡국수

### 쌀국수 요리
- 라오스: 카우 뿐, 카우 삐억 센, 팟 시이우
- 말레이시아: 락사, 차 퀘이 탸우, 호키엔 미
- 미얀마: 몬 디, 몬 힝가
- 베트남: 분 리에우, 분 보 남보, 분 보 후에, 분 짜, 후띠에우, 퍼
- 브루나이: 차 퀘이 탸우
- 싱가포르: 락사, 차 퀘이 탸우, 호키엔 미
- 인도네시아: 락사
- 중국: 곤차우응아우호, 라이판, 뤄쓰펀, 미셴, 소파 드 라카사, 호판
- 캄보디아: 꾸이띠어우
- 태국: 꾸아이띠아오 르아, 팟 시이우, 팟 키마오, 팟 타이

## 같이 보기
- 베트남 요리